# Marián Kurty
Marián Kurty (Bardejov, 13 maggio 1983) è un ex calciatore slovacco, di ruolo centrocampista.

## Carriera

### Nazionale
Con la Nazionale slovacca ha giocato un solo incontro nel 2003.